# Instituto de Biotecnología Molecular
El Instituto de Biotecnología Molecular (IMBA, por sus siglas en inglés) es una organización de investigación básica independiente fundada como una iniciativa de la Academia Austriaca para las Ciencias en cooperación con la compañía Boehringer Ingelheim, una compañía farmacéutica alemana. El IMBA colabora estrechamente con el Instituto de Investigación de Patología Molecular (IMP) que se encuentra al lado dentro del  Campus Vienna Biocenter (VBC).

## Áreas de investigación científica
La misión del IMBA es llegar a comprender los mecanismos subyacentes en procesos de biológicos. Para ello el instituto se concentra en la investigación en temas relacionados con la biología molecular y celular, ARN interferente, epigenética y se lleva a cabo por grupos de investigación independientes. En concreto los temas de los que se ocupan actualmente los investigadores en el IMBA son:
- Huesos, inmunidad y cáncer (Josef Penninger).
- Polycomb y Trithorax en la regulación epigenética (Leonie Ringrose).
- Circuitos del piRNA en la vía germinal de Drosophila, un sistema inmunitario genético basado en RNA (Julius Brennecke).
- Mecanismos de silenciación en células humanas (Javier Martínez).
- División celular asimétrica y control proliferativo en Drosophila (Jürgen Knoblich).
- Eliminación de ADN mediada por ARN en Tetrahymena (Kazufumi Mochizuki).
- Diseño y función de máquinas moleculares (Thomas Marlovits).

## Servicios de apoyo científico
El centro cuenta con la última tecnología en infraestructura para el apoyo a la investigación que se desarrolla en el instituto. Las instalaciones se comparten con el IMP y el IMBA.
Los servicios que se ofrecen incluyen bioinformática, Bio-óptica, que ofrece citometría de flujo y microscopía y otro departamento dedicado a la microscopía electrónica que cuenta con dos microscopios electrónicos de transmisión de 100 kV y de 300 kV.
El departamento de genómica, que realiza experimentos con biochips y secuenciación de alto rendimiento. Además hay un departamento de química proteica con experiencia en espectometría de masas. Hay un centro de referencia especializado, la Biblioteca Max Perutz, abierta también al público en general y por supuesto servicios de apoyo administrativo, animalario, talleres, artístico, tecnologías de la información y guardería para los empleados.

## Proyectos asociados
El Título del enlace Vienna Drosophila RNAi Center (VDRC) se encuentra en las instalaciones del IMBA y se encuentra disponible a los investigadores de todo el mundo. En él se mantienen más de 22.000 líneas de Drosophila.
Además en el servicio de animalario se encuentra la Austrian Network for Functional Mouse Genomcis con un interés en el desarrollo de tecnologías de aplicación en ratones transgénicos.

## Programa de doctorado internacional
El Campus Vienna Biocenter y la Universidad de Viena coordinan un programa internacional de doctorado (international PhD program) con el objetivo de entrenar estudiantes excepcionales que quieren seguir una carrera científica. Solo unos pocos de los estudiantes que solicitan participar son invitados dos veces al año a Viena. Allí conocerán las instalaciones y se desarrollarán las entrevistas entre los líderes de grupo y los candidatos durante cuatro días. Los estudiantes que son finalmente elegidos, teniendo en cuenta tanto la elección del investigador y las perspectivas estudiante.

## Historia
En 1999 se fundó el Instituto de Biotecnología Molecular en Viena, Austria, como una iniciativa conjunta entre la Academia Austriaca de las Ciencias y Boehringer Ingelheim. El gobierno austriaco y la ciudad de Viena, también contribuyeron a su fundación y en 2002 el genetista Josef Penninger, comenzó su trabajo como director científico del IMBA. Más tarde el primer investigador que se uniría al centro fue Barry Dickson, que actualmente es el director del centro vecino el Instituto de Investigación de Patología Molecular (IMP).
La construcción del instituto empezó en el 2003 pared con pared con el IMP, con el compartiría instalaciones científicas y con el que está físicamente unido. En 2006 se inauguró oficialmente el centro.
El centro pronto se ha expandido y desde el 2007 acoge el Vienna Drosophila RNAi Center (VDRC) en colaboración con el IMP.
Desde el 2007, el IMBA cuenta con un Comité Científico Asesor (SAB, por sus siglas en inglés) para la toma de decisiones científicas y que está presidido por el ganador del premio Nobel Eric Kandel.

## Premios y reconocimientos
A pesar de ser un centro nuevo en el campo de la Biología Molecular, el IMBA ha sido laureado con varios premios importantes a sus investigadores o mediante la concesión de subenciones a proyectos excepcionales.
Josef Penninger, el director científico ha sido elegido miembro permanente de la Academia Austriaca de las Ciencias (ÖAW), se le ha otorgado el premio de medicina Ernst Jung Prize de la Jung-Stiftung para la Ciencia y la Investigación, el Premio Descartes a al Investigación de la Comisión Europea y la Medalla Carus de la Academia Alemana de las Ciencias Leopoldina.
Además durante su estancia en el IMBA, a Barry Dickson se le concedió el Premio Wittgenstein, que el apoyo a la investigación más generosamente recompensado de Austria y es concedido por el Ministerio Federal para la Ciencia.
Al centro se le han concedido también otras subvenciones como las prestigiosas becas del "ERC Starting grants" del Consorcio Europeo para la Investigación que se ha otorgado a Kazufumi Mochizuki.

## Ciencia y Sociedad
IMBA hace esfuerzos por acercar la ciencia a la sociedad y como resultado desarrolla desde el 2006 el Vienna Open Lab. En colaboración con Dialog Gentechnik, proponen a sus visitantes practicar ellos mismos experimentos biomoleculares. El éxito ha de esta iniciativa ha sido rotundo, y tan solo unos meses después de que abriera sus puertas ya se habían alcanzado más de mil visitantes que han experimentado la cómo es la ciencia de primera mano.